# Врбен (Маврово и Ростуша)
Врбен (мкд. Врбен) је насељено место у Северној Македонији, у северозападном делу државе. Врбен припада општини Маврово и Ростуша.

## Географски положај
Насеље Врбен је смештено у северозападном делу Северне Македоније. Од најближег већег града, Гостивара, насеље је удаљено 32 km југозападно.
Село Врбен се налази у горњем делу високопланинске области Река. Насеље је положено веома високо, на јужним висовима планине Враца, која се северно наставља на Шар-планину. Западно од насеља тло се стрмо спушта у клисуру реке Радике. Надморска висина насеља је приближно 1.270 метара.
Клима у насељу је оштра планинска.

## Становништво
По попису становништва из 2002. године Врбен је имао 142 становника.
Претежно становништво у насељу су етнички Македонци (95%). 
Већинска вероисповест у насељу је православље.